# Galina Leonyidovna Brezsnyeva
Galina Leonyidovna Brezsnyeva (orosz betűkkel: Галина Леонидовна Брежнева; Szverdlovszk, Szovjetunió, 1929. április 18. – Dobrinyiha, 1998. június 30.) orosz közéleti személyiség, Leonyid Iljics Brezsnyev szovjet pártfőtitkár lánya. Hírhedtté különc és szeszélyes természete, kicsapongó életmódja tette, mely közkedvelt téma volt a szovjet társadalomban, viszont a média nem közvetíthetett semmiféle információt róla.

## Élete
Leonyid Iljics Brezsnyev (1907–1982) és Viktorija Petrovna Brezsnyeva (1907–1995) lányaként született.
Színészi karriert szeretett volna magának, apja azonban tiltotta bárminemű ilyen téren való gondolattól is. Így a Dnyepropetrovszki Állami Egyetem Filológiai Karára iratkozott be, majd a Kisinyovi Állami Egyetemen szerezte meg diplomáját filozófiából. Ezután a külügyminisztérium levéltárosaként dolgozott, miniszteri tanácsadó lett.
A hozzá közel állók szerint kedves és segítőkész volt (támogatva rengeteg művészt és kegyvesztettet), alapvetően mindenki számára szimpatikus egyéniség. De életrajzírói megegyeznek abban, hogy mindez csak álca volt, valójában kapzsi és önző személyiségű nő volt, aki kihasználta kiemelt helyzetét a társadalomban, miután apja magas pártbeli tisztségeket töltött be.

### Magánélete
Brezsnyeva vált az egyik legvitatottabb személlyé a szovjet eliten belül. Többször is férjhez ment: először Jevgenyij Milajev cirkuszművészhez, majd az illuzionista Igor Emiljevics Kióhoz (1944–2006), végül a belügyminisztérium egyik rendőrezredeséhez, Jurij Mihajlovics Csurbanovhoz. Szoros kapcsolata volt Māris Liepa (1936–1989) lett balett-táncossal. 64 évesen, 1994-ben pedig hozzáment egy nálánál 35 évvel fiatalabb vállalkozóhoz.

### Utolsó évei
Miután Brezsnyev 1982-ben meghalt és Andropov, a KGB volt vezetője került hatalomra a párton belül, Galina tulajdonképpen házi őrizetben élt a család Moszkva melletti dácsáján (nyaralójában). Ugyanakkor sikerült pert nyernie az állam ellen, amikor az megpróbálta elkobozni házát, autóját és az édesapja örökségét.
Ekkorra már kialakult alkoholizmusa, ami csak tovább súlyosbodott, míg első házasságából született lánya, Viktorija kérésére egy elmegyógyintézetbe nem szállították, ahol apja halála után 16 évvel, 1998. június 30-án hunyt el.

## Emlékezete
Élete filmeseket és írókat is megihletett. Alekszej Pimanov és Jurij Glocera producerek filmet forgattak életéről, egy fiatal pozsonyi szerző, Peter Pavlac pedig színdarabot írt róla. Ez a darab szolgált alapul Parti Nagy Lajos Dolcsaja Vita című darabjának, melyben Csákányi Eszter játssza Galinát.